# أقحوان زهرة الغريب
أقحوان زهرة الغريب أو «أقحوان توتي الأوراق»،
الاسم العلمي Chrysanthemum morifolium هو نبات معمر من جنس نبات الأقحوان وفصيلة المركبات، وهي عشبة يبلغ ارتفاعها ما بين ال 50 إلى 120 سم، ذات ساق مضلعة عارية قليلة الفروع، أوراقها مجنحة ومسننة. تفوح منها رائحة تشبه رائحة الكافور عند هرسها. أزهارها مستديرة في وسطها قرص أصفر اللون ذو زيت طيار.

## الإستخدامات
اكتسب هذا النبات شعبيته بوصفه أحد نباتات المنزل الداخلية ويرجع ذلك جزئيا للصفاتها الجمالية والصحية في تنظيف الهواء الداخلي للبيت والأماكن المعلقة كإزالة البنزين، والفورمالديهايد، والأمونيا، وغيرها من المواد الكيميائية من الهواء الداخلي.

## معرض صور

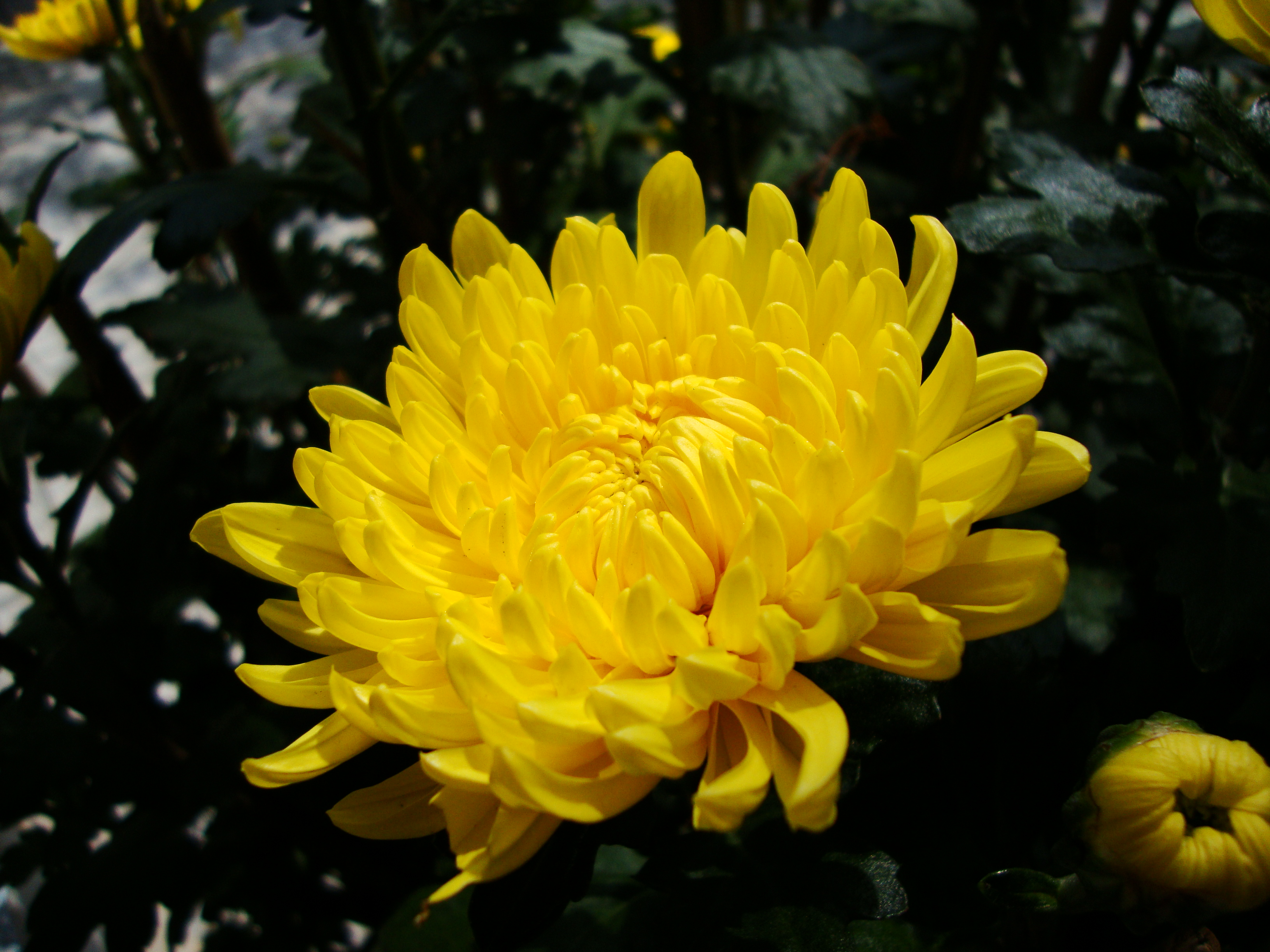
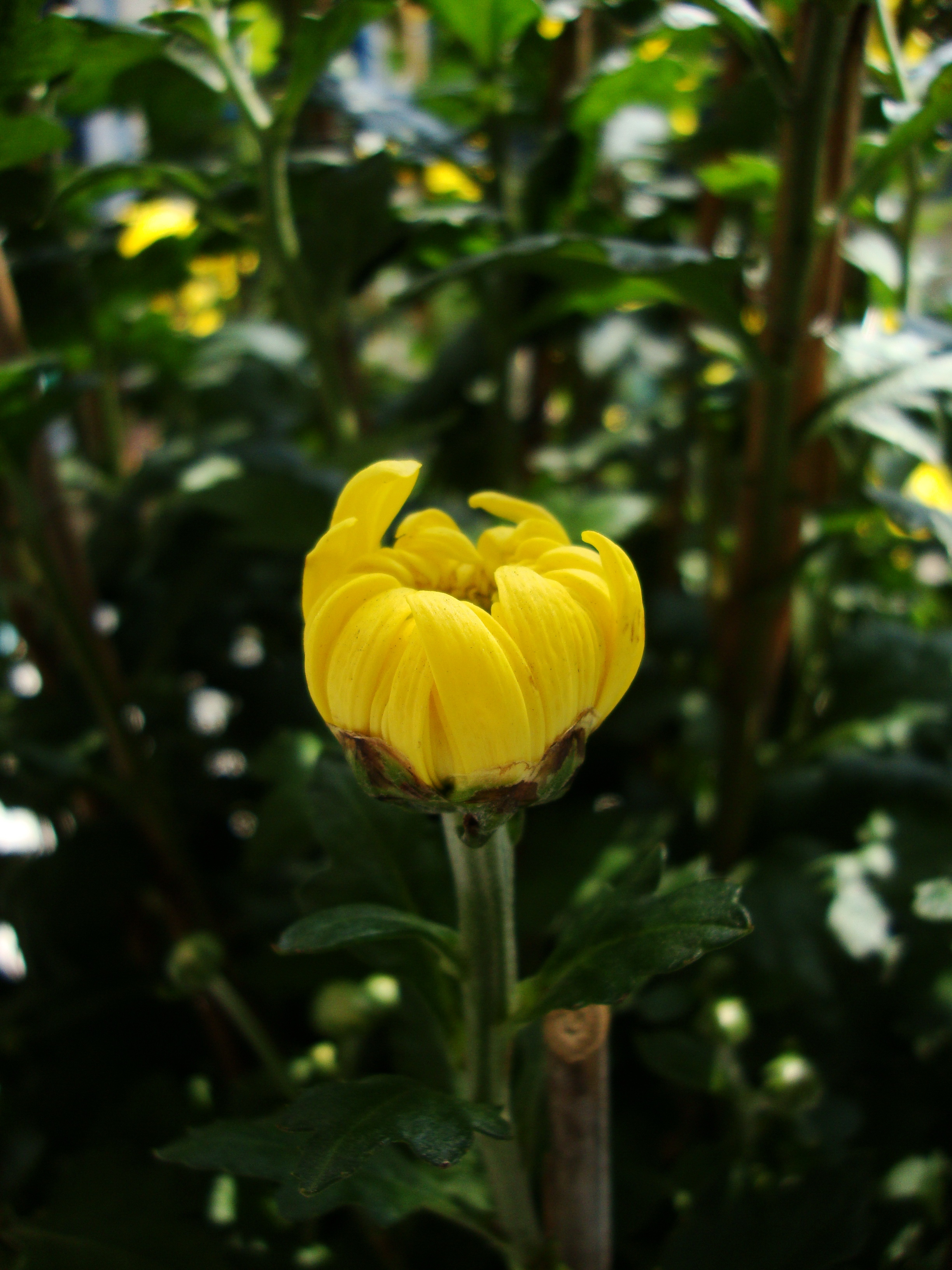
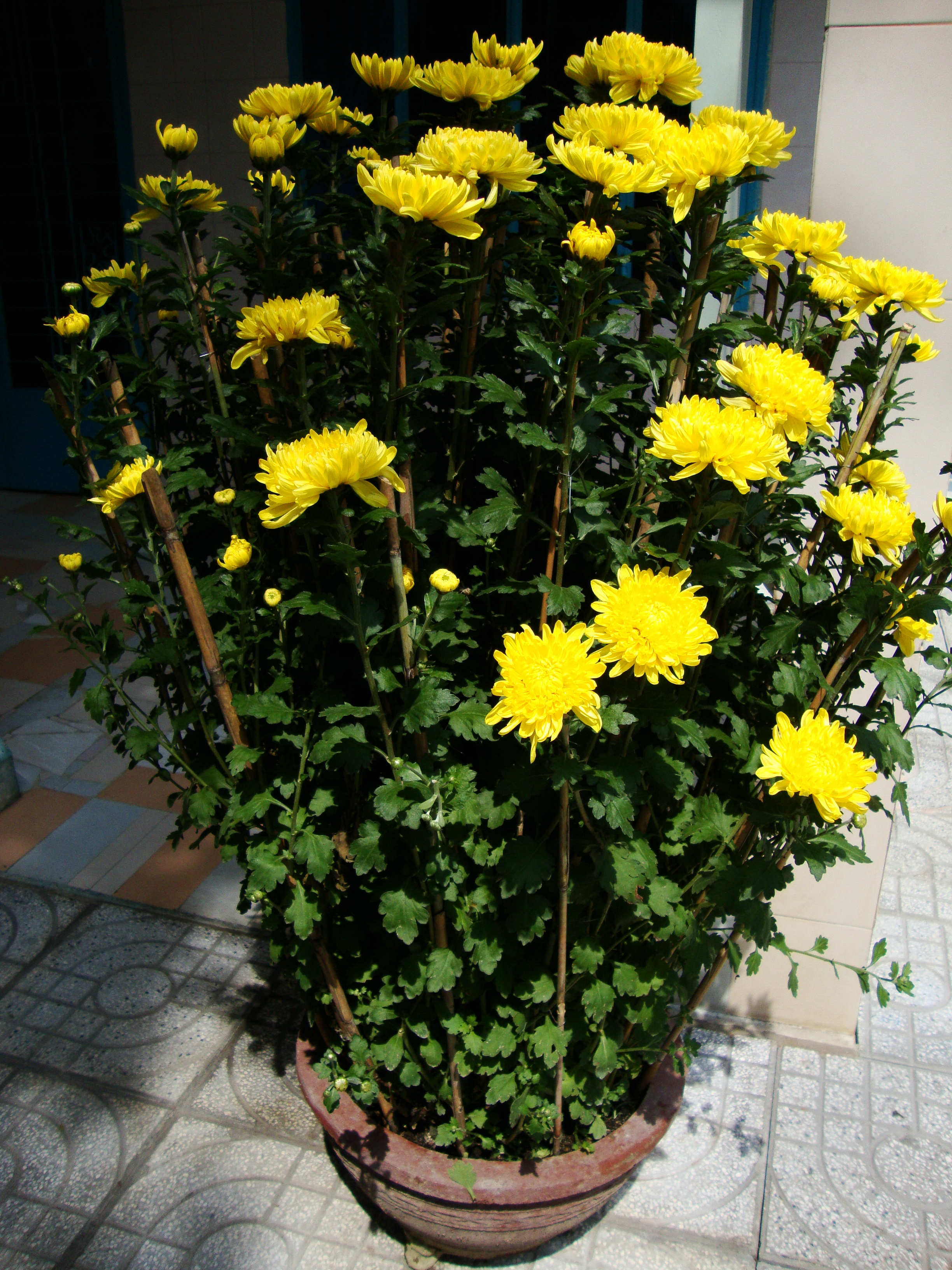
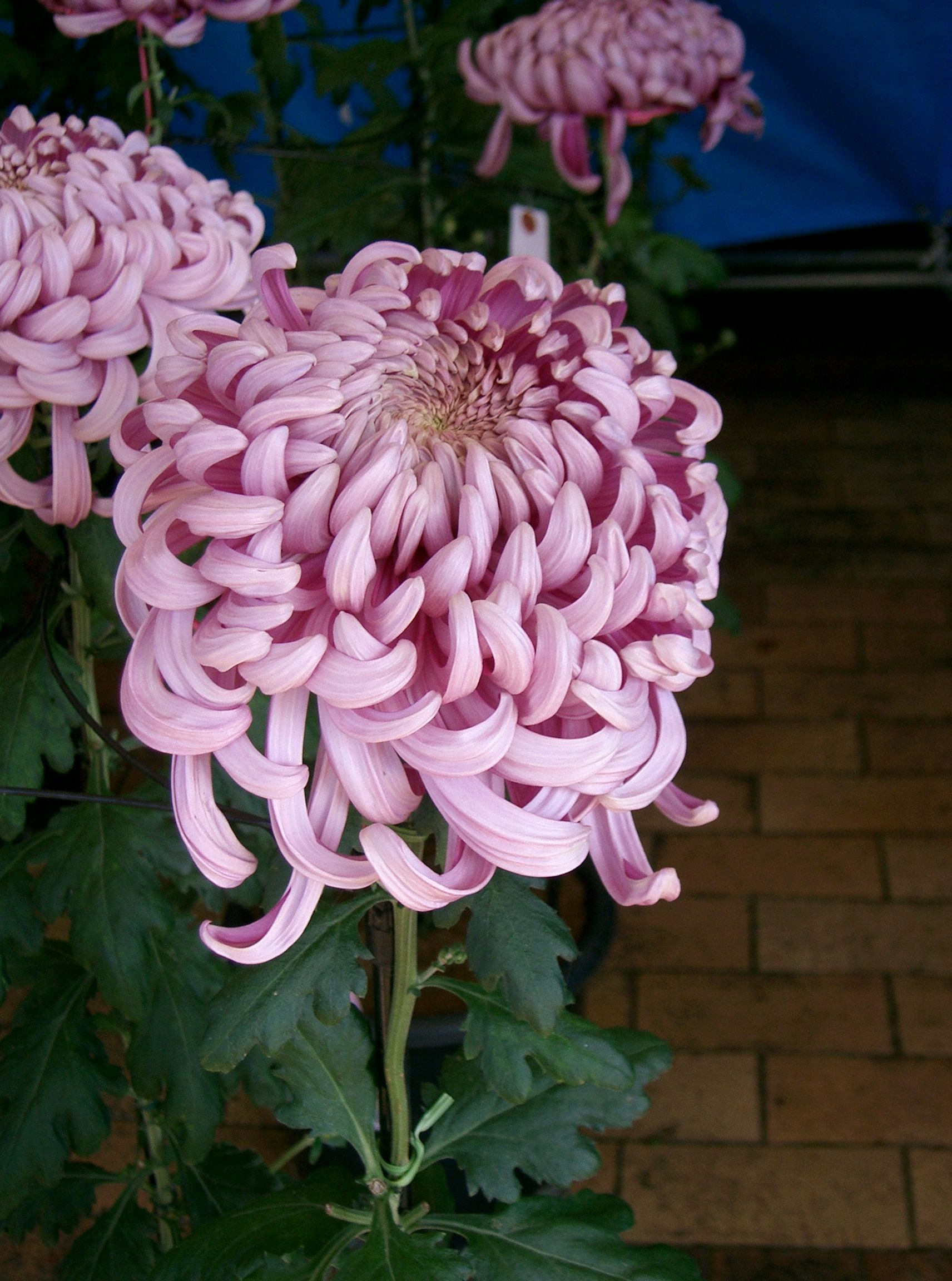
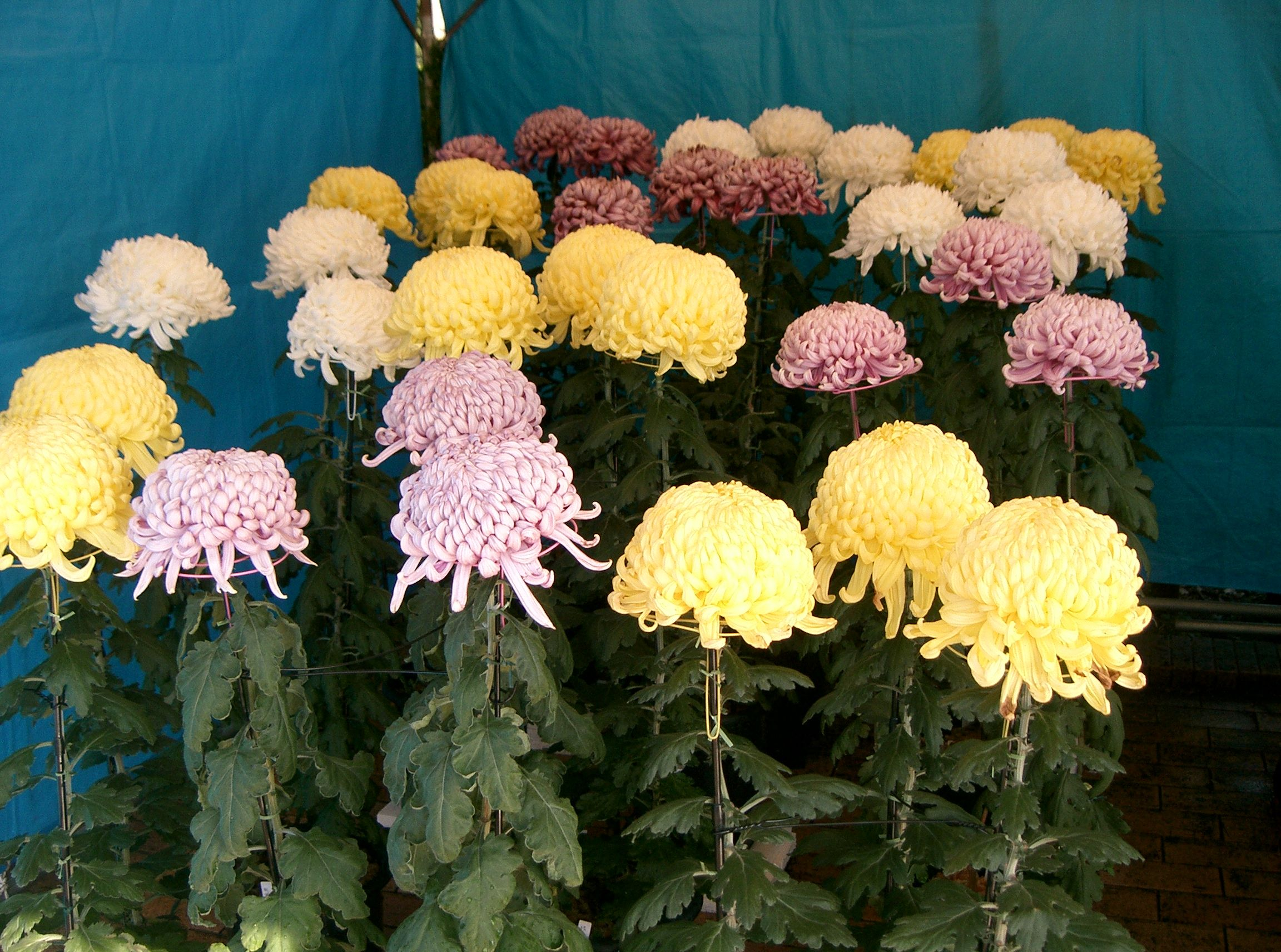
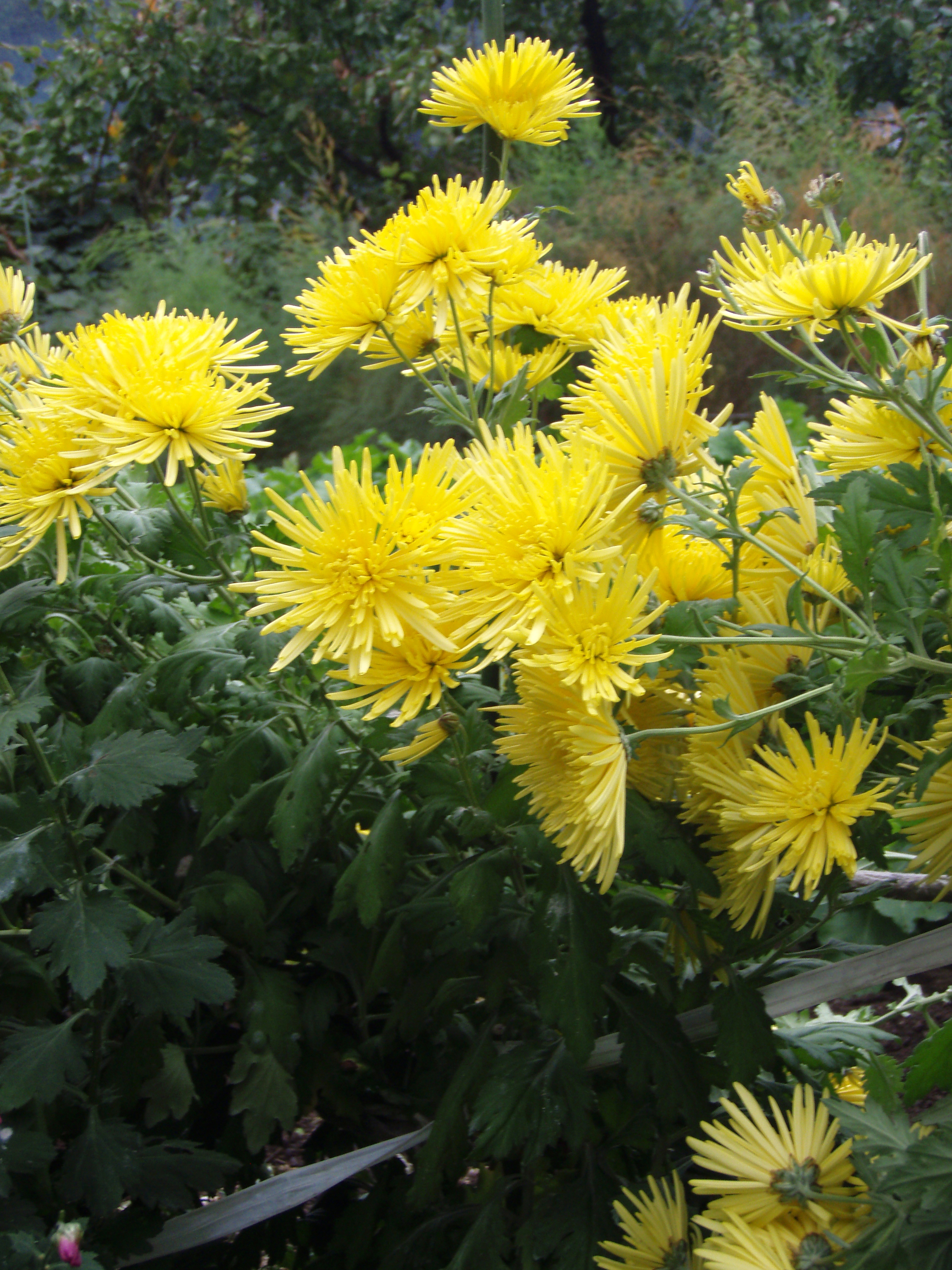
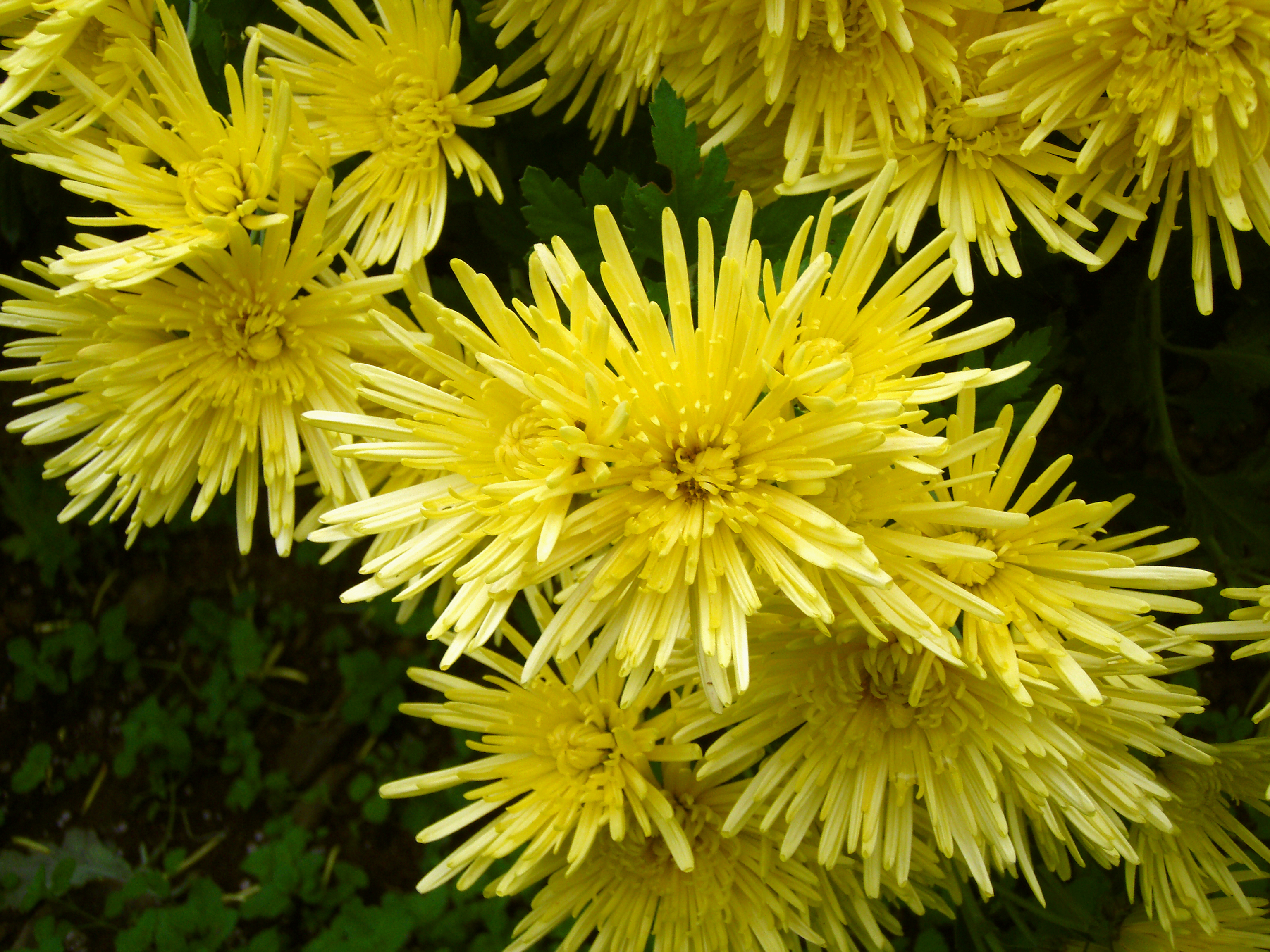
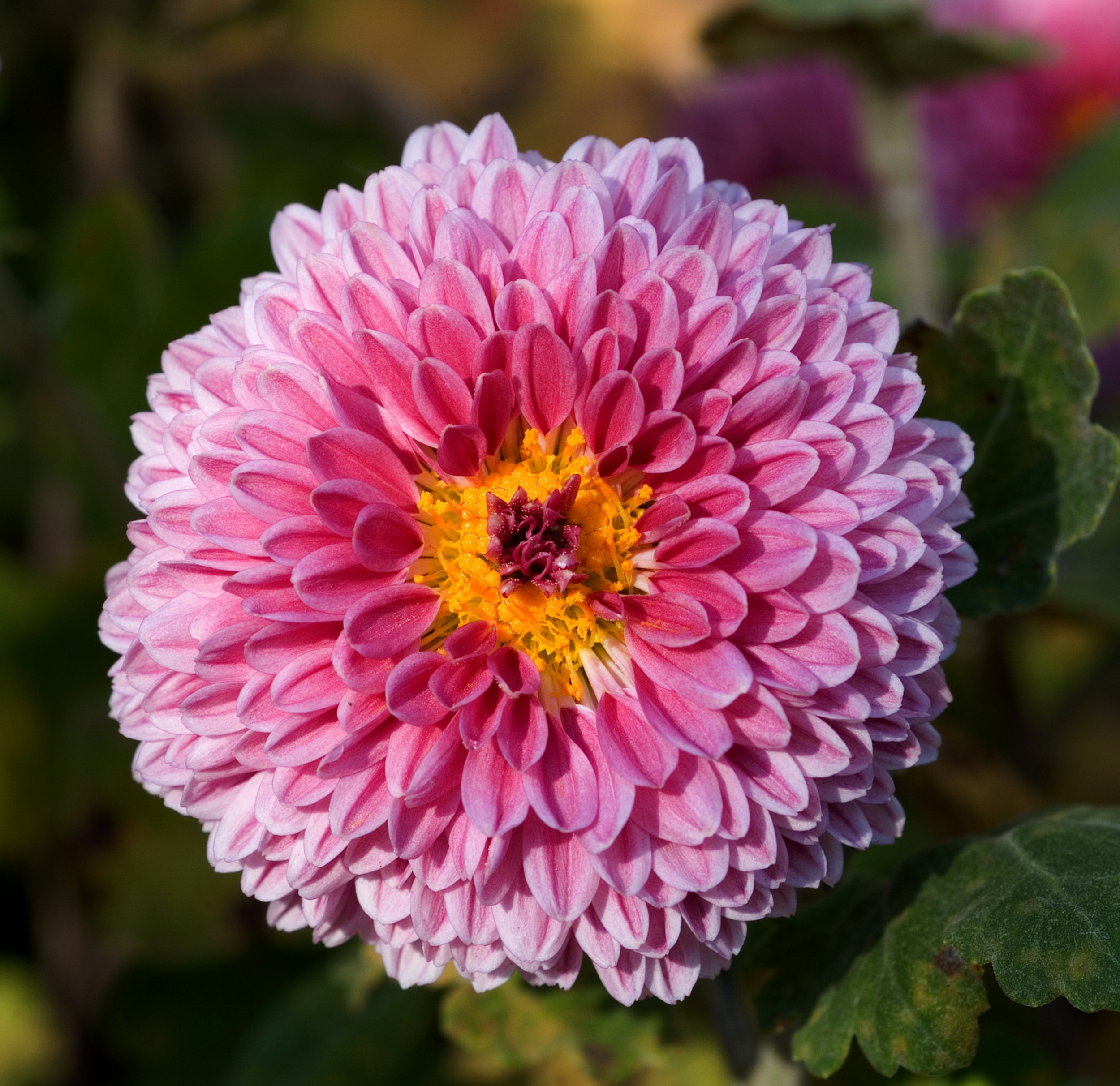